# Hexatoma cabralensis
Hexatoma cabralensis är en tvåvingeart som beskrevs av Alexander 1945. Hexatoma cabralensis ingår i släktet Hexatoma och familjen småharkrankar. Inga underarter finns listade i Catalogue of Life.